# ヤマハ・パッソル

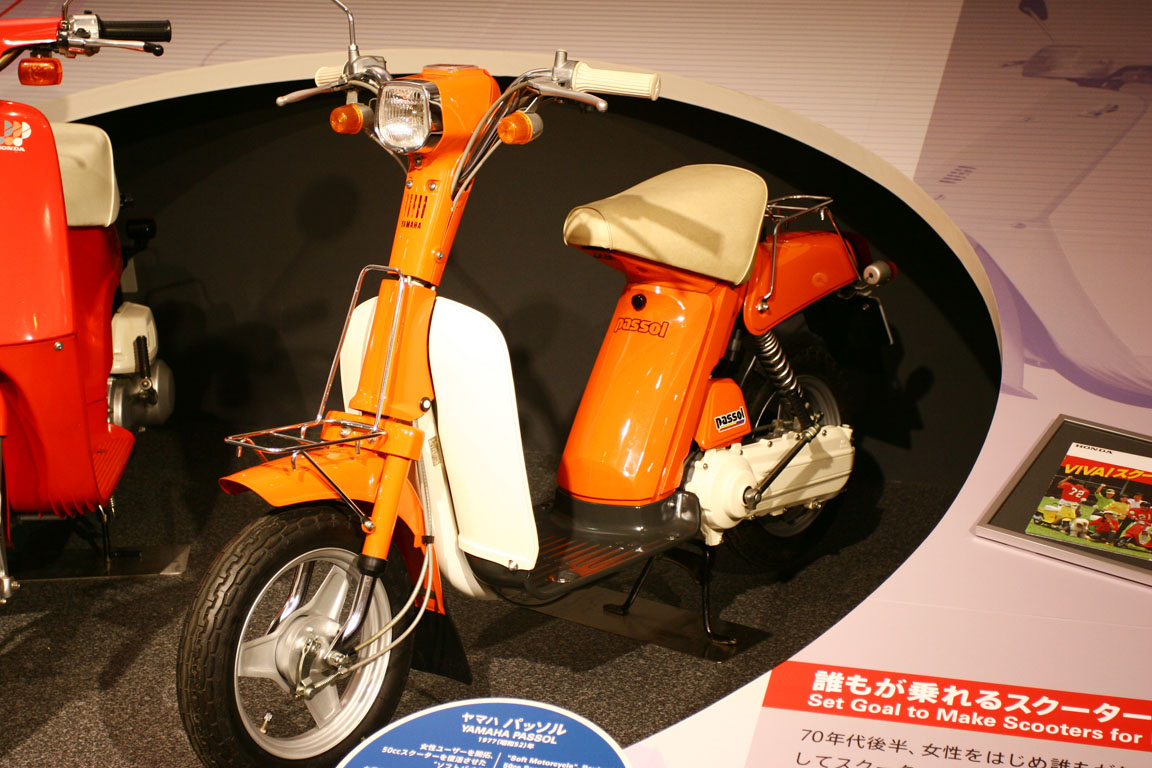
ヤマハ・パッソル

ヤマハ・パッソル (Passol) は、ヤマハ発動機（ヤマハ発）が販売していたスクーターである。用いた原動機は、内燃機関と電動機関とがある。

## スクーター

### パッソル
1976年に本田技研工業がロードパルを発売。その対抗車種が、この『パッソル』である。
部品のユニット化、プラスティコ素材の多用による製造工程の簡略化は、車重とコストの軽減にも大きく貢献するメカニズムやスタイルである。
動力性能は低かったが問題とはされず、女性がスカートを履いても乗れるというコンセプトの下、より親しみやすさに重点をおいた商品設計がなされており、平滑なステップ面を設け足を揃えて乗れるスルーステップを実現した。テレビコマーシャルには庶民的なイメージを持つ八千草薫を起用。「やさしいから好きです」というキャッチフレーズが主婦などにも広がり、ヒット商品となった。1978年には上級車種としてパッソーラが、1981年にはパセッタが発売された。
主要諸元
- エンジン：強制空冷単気筒2ストロークエンジン
- 総排気量：49cc
- 最高出力：2.3馬力/5,500rpm
- 車両重量：45kg
- 変速機：無変速オイルバスチェーン式
- クラッチ：自動遠心クラッチ
- ブレーキ：前後機械式ドラムブレーキ
- 発売当時価格：69,800円

### パッソルII
1982年10月、コンセプトはそのままにパッソルIIが発売された。この頃には、スクーターのラインナップが充実しており、最も安価なボトムライン的な車種として設定されることとなった。高出力エンジンやVベルト式無段変速機などを採用した高性能スクーターに押され、上級車種と統合され消滅した。
主要諸元
- エンジン：強制空冷単気筒2ストローク
- 総排気量：49cc
- 最高出力：3.8馬力/6,000rpm
- 乾燥重量：39kg（セルなし）43kg（セル付き）
- クラッチ：自動遠心クラッチ
- ブレーキ：前後機械式ドラムブレーキ
- 発売当時価格：78,000円（セルなし）89,000円（セル付き）

## 電動スクーター
ヤマハ発は、2002年11月に同社初の電動スクーターとなるパッソル（SY01J）を、2005年10月には改良型となるパッソル L（SY04J）を日本国内に限って発売した。パッソル L（SY04J）は蓄電池（バッテリー）の欠陥から絶版となったが、2010年7月にも、パッソル（SY01J）やパッソル L（SY04J）の設計を継承したEC-03（SY06J）を、これも日本国内に限って発売している。

### パッソル

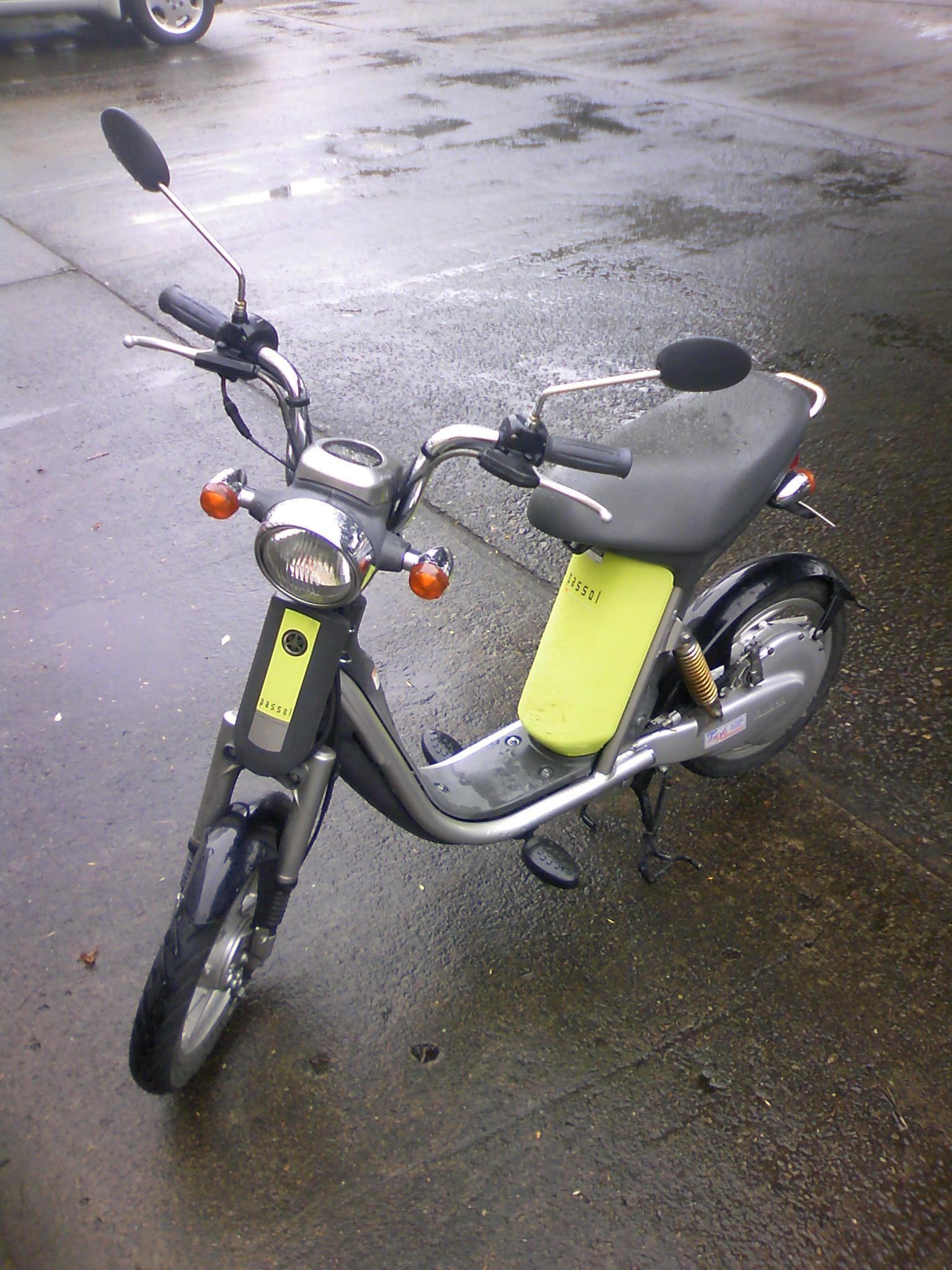
パッソル

2001年10月に開催された第35回東京モーターショーに、参考出品・試作車として展示した。2002年11月の地域及び台数を限定した「先行販売」を経て、2003年5月30日から「全国販売」を始めた。
環境負荷について、既存の50cm3スクーターに対して、CO2排出量で81%低減、LCA換算値でもCO2で59%、NOxで89%、Soxで79%低減できたとした。
技術開発は寺田潤史、商品企画は石橋真実、意匠は株式会社エルム・デザインの水谷玄並びに竹野敦郎が担当した。
2003年1月に二輪車製品として初めて財団法人省エネルギーセンターの「省エネ大賞・資源エネルギー庁長官賞」を受賞。同年7月には同じく二輪車製品では初となる「電気自動車等導入補助事業」の補助金給付対象車両として認可された。また、同年10月には財団法人日本産業デザイン振興会の「2003年度グッドデザイン賞商品デザイン部門金賞」、2004年11月にはエコプロダクツ大賞推進協議会の「エコプロダクツ大賞（エコプロダクツ部門環境大臣賞）」も受賞した。
リコール等
- 電気装置（走行モータ駆動用バッテリー）において、当該バッテリーの電圧等の状態を管理する装置の構造が不適切なため、導電性の異物が当該装置内に侵入し、基板に付着することがある[22]。そのため基板の電気回路の一部が短絡して発熱し、最悪の場合、火災に至るおそれがある[22]。よって、リコールを2005年2月2日に届出、対象車3,500台の当該バッテリーを対策品と交換することとした[22]。

主要諸元
| 車名                  | ヤマハ                                   |
| 認定形式              | SY01J                                    |
| 機種コード            | 5UY1                                     |
| 通称                  | パッソル EA06                            |
| 全長✕全幅✕全高        | 1,530mm✕600mm✕995mm                      |
| 軸間距離              | 1,040mm                                  |
| 最低地上高            | 115mm                                    |
| シート高              | 745mm                                    |
| 車両重量              | 44kg（バッテリー未装着時38kg）           |
| 乗車定員              | 1人                                      |
| 1充電あたりの走行距離 | 32km（30km/h定地走行テスト値）           |
| 最小回転半径          | 1.6ｍ                                    |
| 原動機型式            | Y801E                                    |
| 原動機種類            | 交流同期電動機                           |
| 定格出力              | 0.58kW                                   |
| 最高出力              | 0.95kW/1830rpm                           |
| 変速機形式            | 遊星減速機                               |
| ブレーキ形式（前/後） | ドラム（リーディングトレーリング）       |
| タイヤ（前/後）       | 60/100-12 36J（チューブタイプ）          |
| 懸架方式（前/後）     | テレスコピック/ユニットスイング          |
| フレーム形式          | バックボーン（アルミパイプ）             |
| バッテリー種類        | リチウムイオンバッテリー                 |
| バッテリー電圧/容量   | 25V/14Ah                                 |
| 充電時間              | 80％まで約1.5から2時間/100%まで約2.5時間 |
| バッテリー充電電源    | AC100V                                   |
| メーカー希望小売価格  | 消費税込み225,750JPY                     |

### パッソル L

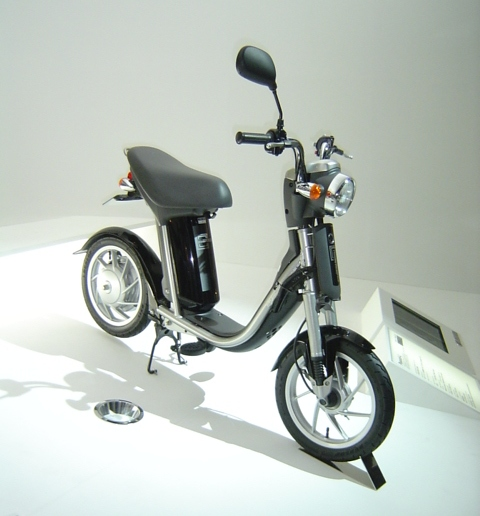
パッソル L

2005年10月21日から開催された第39回東京モーターショーに市販予定車として展示、同年11月9日に発売した。航続距離の伸長や動力性能の向上、手頃な価格設定など、パッソル（SY01J）に寄せられた市場の声を反映し、大幅な改良を加えたとしている。約3年にわたる年月をかけて日立ビークルエナジー株式会社と共同開発した新型大容量バッテリーを採用したが、そのバッテリーの不具合により、2006年に販売休止、2007年には絶版となった。
リコール等
- 電気装置（電動機駆動用バッテリー）において、製造工程が不適切なため、当該バッテリー内部の正極の端子部分にバリを生じたものがあり、充電時等に負極板が膨張し、バリがセパレータを破り、両極板が接触して短絡することがある[28]。そのため、短絡部の発熱により電解液等が気化して内部の圧力が高くなり、高温の白煙とともに電解液が噴き出し、最悪の場合、火災に至るおそれがある[28]。よって、リコールを2006年10月6日に届出、対象車300台の当該バッテリーを対策品と交換するとした[28]。なお、対策品を供給するまでの間、当面の措置としてバッテリー容量の少ないものと交換したが、当初は2007年2月頃には用意できるとしていた対策品を用意できなかった[28][29]。購入者に対しては「ご相談をさせて頂きます」としている[29]。

主要諸元
| 車名                   | ヤマハ                                     |
| 認定型式               | ZAD-SY04J                                  |
| 車体打刻型式           | SY04J                                      |
| 原動機打刻型式         | Y802E                                      |
| 機種コード             | 5UY5若しくは5UY6                           |
| 通称                   | Passol-L EA06A                             |
| 全長✕全幅✕全高         | 1,530mm✕600mm✕995mm                        |
| 軸間距離               | 1,040mm                                    |
| シート高/最低地上高    | 745mm/115mm                                |
| 乾燥重量/装備重量      | 47kg（バッテリー未装着時41kg）             |
| 1充電あたりの走行距離  | 43km（30km/h定地走行テスト値・標準モード） |
| 最小回転半径           | 1.6m                                       |
| 原動機種類             | 交流同期電動機                             |
| 定格出力               | 0.58kW                                     |
| 最高出力               | 1.2kW/2,250rpm                             |
| 最大トルク             | 7.5N•m/310rpm                              |
| 変速機形式             | 遊星減速機                                 |
| 懸架方式（前・後）     | テレスコピック・ユニットスイング           |
| 制動装置（前・後）     | ドラム（リーディングトレーリング)          |
| バッテリー種類         | リチウムイオンバッテリー                   |
| バッテリー電圧・容量   | 25V-24Ah                                   |
| 充電時間               | 80％まで約5時間/100％まで約6時間           |
| バッテリー充電電源     | AC100V                                     |
| ヘッドライト           | 白熱バルブ24V（35W/35W✕1）                 |
| タイヤサイズ（前・後） | 前60/100-12 36J・後60/100-12 36J           |
| 乗車定員               | 1名                                        |
| メーカー希望小売価格   | 消費税込み225,750JPY                       |

### EC-03

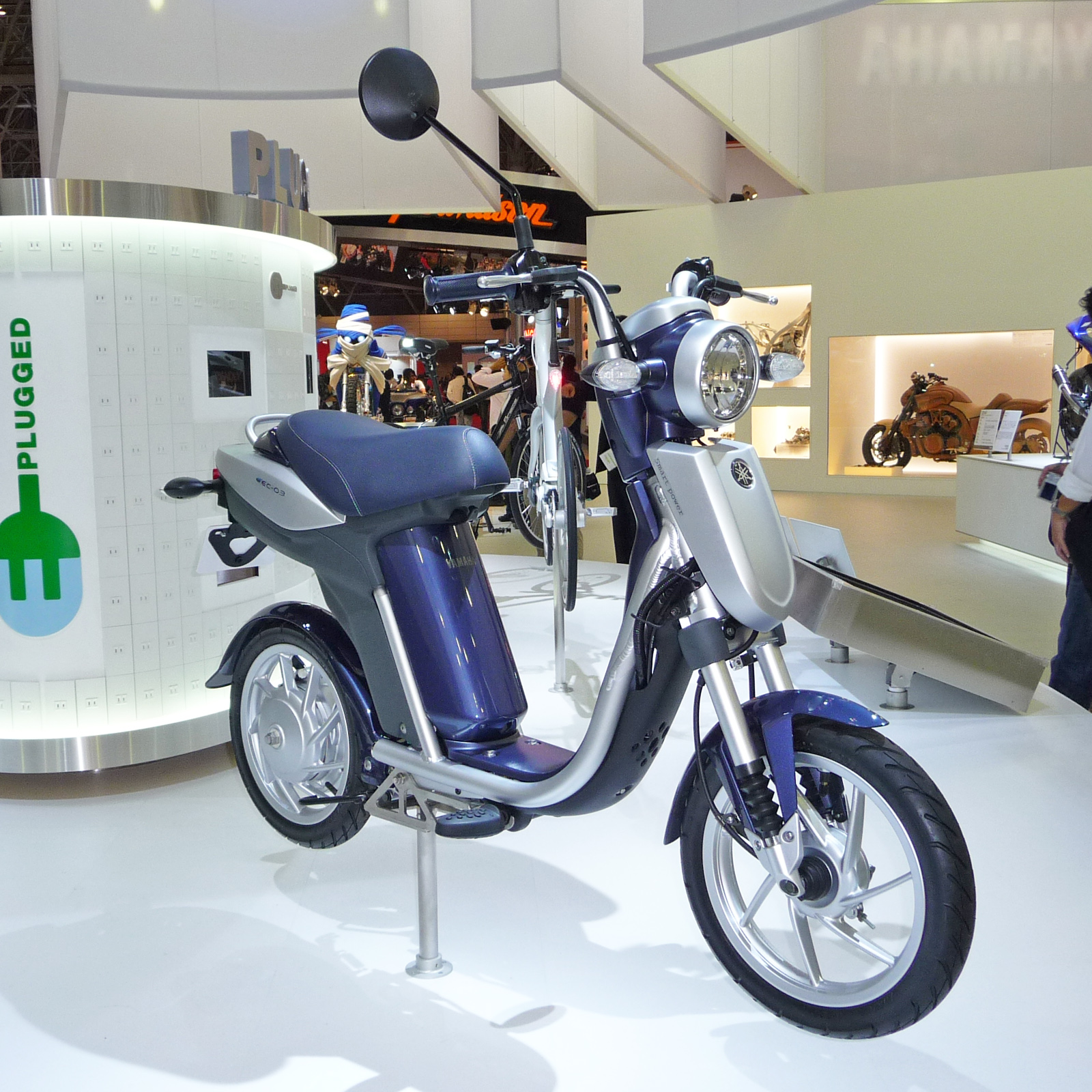
EC-03

パッソルの名こそ冠していないが、設計も意匠もパッソル（SY01J）及びパッソル L（SY04J）の進化形である。着脱式バッテリーを諦めたため、屋内での充電が難しくなった。2009年10月21日から開催された第41回東京モーターショーに参考出品車として展示、2010年7月15日から受注を開始した。2010年9月に財団法人日本産業デザイン振興会の「2010年度グッドデザイン賞ライフスケープデザイン賞」を受賞している。
リコール等
- バッテリー管理装置（バッテリーマネジメントコントローラー）のプログラムが不適切なため、メインスイッチが「OFF」の状態でもバッテリーから正常時より多い電流が流れ、バッテリーが放電することで航続距離が短くなり、また、その状態で放置すると充電ができなくなるおそれがある[35]。よって、購入者にサービスキャンペーン開始を通知し、2011年9月上旬より対象車2,151台のバッテリー管理装置を対策品と交換する[35]。また、バッテリーの充電が可能か確認し、不可能な場合はバッテリーを新品と交換する[35]。
- 灯火装置（前照灯）において、ソケットコードに取り付けられているソケットカバーの仕様が不適切なため、前照灯が点灯すると、当該カバー内が高温になり、電気配線の絶縁被覆が溶損する場合がある[36]。そのため、そのままの状態で使用を続けると、電気配線の短絡によりヒューズが切れ、前照灯などの保安灯火器類が点灯しなくなるとともに警音器が鳴らなくなるおそれがある[36]。よって、リコールを2012年3月15日に届出。対象車2,481台のソケットコード一式を対策品と交換するとともに前照灯バルブを新品と交換する[36]。

主要諸元
| 車名                       | ヤマハ                                               |
| 認定型式／原動機打刻型式   | ZAD-SY06J／Y804E                                     |
| 通称                       | EC-03                                                |
| 全長✕全幅✕全高             | 1,565mm✕600mm✕990mm                                  |
| 軸間距離                   | 1,080mm                                              |
| 最低地上高                 | 110mm                                                |
| シート高                   | 745mm                                                |
| 車両重量（バッテリー装着） | 56kg                                                 |
| １充電走行距離             | 43km（30km/h定地走行テスト値）                       |
| 最小回転半径               | 1.7m                                                 |
| 原動機種類                 | 交流同期電動機                                       |
| 定格出力                   | 0.58kW                                               |
| 最高出力                   | 1.4kW（1.9PS）／2,550r/min                           |
| 最大トルク                 | 9.6N・m（0.98kgf・m）／280r/min                      |
| バッテリー種類             | リチウムイオンバッテリー                             |
| バッテリー電圧／容量       | 50V-14Ah（1h）                                       |
| バッテリー充電電源         | 定電流・定電圧充電                                   |
| 充電時間                   | 約6時間                                              |
| 駆動方式                   | 平歯車（遊星減速機）                                 |
| 1次減速比                  | 5.647（17／31／79）                                  |
| フレーム形式               | バックボーン                                         |
| キャスター／トレール       | 25°00′／75mm                                         |
| タイヤサイズ（前/後）      | 60/100-12 36J（チューブ）／60/100-12 36J（チューブ） |
| 制動装置形式（前）         | 機械式リーディング・トレーリング（ドラム）           |
| 制動装置形式（後）         | 機械式リーディング・トレーリング（ドラム）           |
| 懸架方式（前／後）         | テレスコピック／ユニットスイング                     |
| ヘッドライトバルブ種類     | ハロゲンバルブ 12V,40W/40W✕1                         |
| 乗車定員                   | 1名                                                  |
| メーカー希望小売価格       | 消費税込み252,000JPY                                 |

## 余聞
- 初代パッソル発売当初のターゲット層は女性であったが、爆発的にヒットしたこと、および盗難対策が簡素だったことからヤンキー・不良のユーザーも多かった[38][39]。
  - 嘉門タツオが作詞作曲した『ヤンキーの兄ちゃんのうた』の歌詞には、"パッソルに股広げて乗る"というくだりがある[40]。
  - ヒット車ゆえ中古車市場への出回りも多く、生産終了後はカスタムベース車として用いられた。後継車種のひとつであるジョグのエンジン・駆動系に載せ替えてパワーアップを図ったものが知られており、俗に「パッジョグ」と呼ばれる[38][39]。
- 電動機関搭載のパッソルについては、その表記はヤマハ発の資料でも「パッソル」と「Passol」とで揺れがある[7][41]。

## 脚註

### 註釈
1. ↑  東京都及び神奈川県に、埼玉県並びに千葉県の二県を加えた都県域[7]。
2. ↑  販売地域を日本の首都圏（一都三県[注 1]）に、販売台数を500台に限り、ウェブを経由した予約販売のみとした[7]。
3. ↑  日本国全域での販売という意[8]。
4. ↑  株式会社エルム・デザインは、ヤマハ発の全額出資子会社[12]。
5. ↑  機種コードは、「先行販売」車は5UY1、「全国販売」車は5UY2となる。
6. ↑  「先行販売」の際の充電器も合算した価格[7]。「全国販売」の際は、充電器付きで消費税込み252,000JPYだった[8]。
7. ↑  ヤマハ発は、「ワールドプレミア」だとしている[24]。
8. ↑  1充電あたりの走行距離値算出のための試験条件は、乗員重量55kg、バッテリー新品、気温25℃、乾燥路面、無風と定められている。
9. ↑  充電器付きの価格。
10. ↑  ヤマハ発は、「ワールドプレミア」としている[33]。